# Cyrestis natta
Cyrestis natta är en fjärilsart som beskrevs av Swinhoe 1899. Cyrestis natta ingår i släktet Cyrestis och familjen praktfjärilar. Inga underarter finns listade i Catalogue of Life.